# ناگائوتا

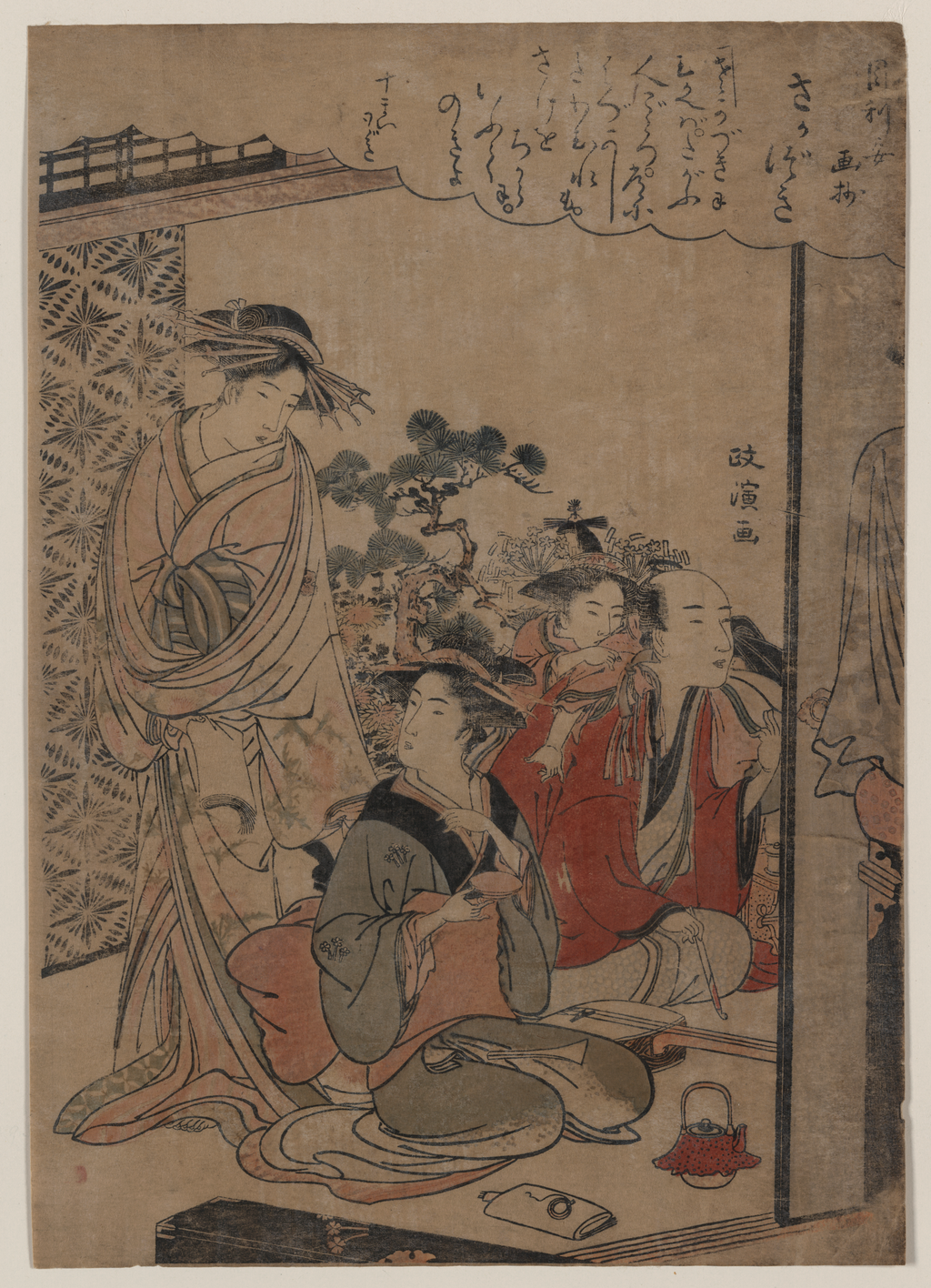
نقاشی از مردی در حال نواختن ناگائوتا

ناگائوتا (به ژاپنی: 長唄 Nagauta) به معنی «آواز بلند» یک نوع سبک آوازی موسیقی سنتی ژاپن بود که در کابوکی استفاده می‌شد. این سبک حدود سال ۱۷۴۰ پیشرفت کرد و بر نو (تئاتر) سازهای شامیسن و انواع مختلف طبل‌ها نیز نفوذ پیدا کرد. ناگائوتا موسیقی ترکیبی از سبک‌های مختلف است که از موسیقی رایج در دوره ادو ناشی شده‌است.